# サローテ・トゥポウ3世
サローテ（サーロテ）・マフィレオ・ピロレヴ・トゥポウ3世（英: Sālote Mafile‘o Pilolevu Tupou III、1900年3月13日 - 1965年12月16日）は、トンガ女王（在位：1918年 - 1965年）。

## 人物

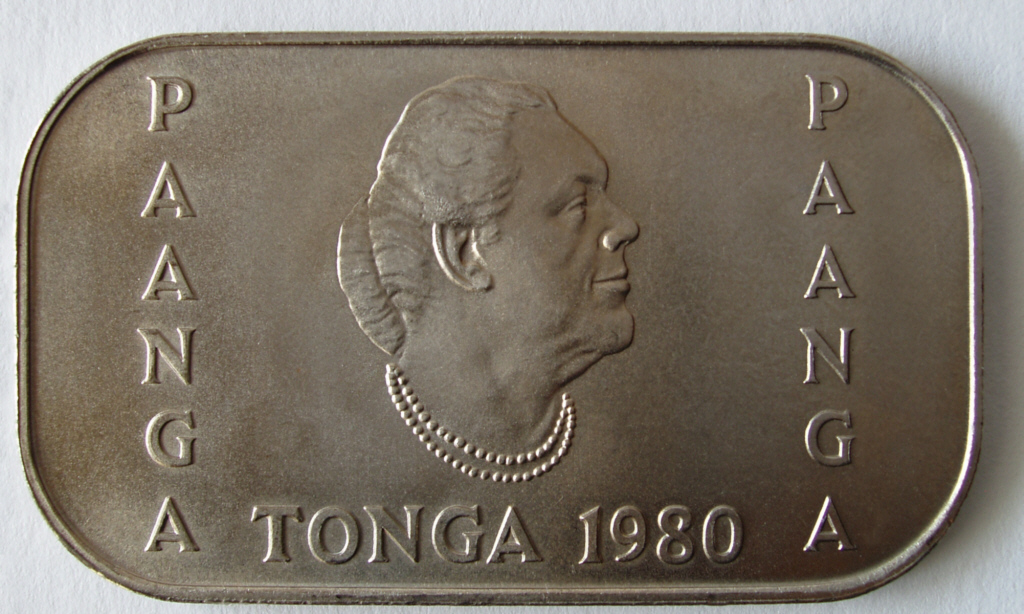
トンガの1パアンガ硬貨

ジョージ・トゥポウ2世（George Tupou II）と第一夫人ラヴィニア・ヴェイオンゴ・フォトゥ（Lavinia Veiongo Fotu）の子。ファーストネームのサーロテは、シャーロット（Charlotte）のトンガ語における転訛である。ヴィリアミ・トゥンギ・マイレフィヒ（Viliami Tungī Mailefihi）と成婚し、シアオシ・タウファアハウ・トゥポウラヒ（後の国王タウファアハウ・トゥポウ4世）、ウイリアミ・トゥクアホ（Uiliami Tuku‘aho 1919年11月5日 - 1936年4月28日）、シオネ・ング・マヌマタオンゴ（後の首相ファタフェヒ・トゥイペレハケ Fatafehi Tu'i Pelehake、1922年1月7日– 1999年4月10日）の3子をもうけた（ほかに流産が3度）。長い闘病生活の末、1965年にオークランドのアオテア病院にて崩御。長身で知られ、『タイム』誌によると6フィート3インチ (191cm) あった。

## 治世

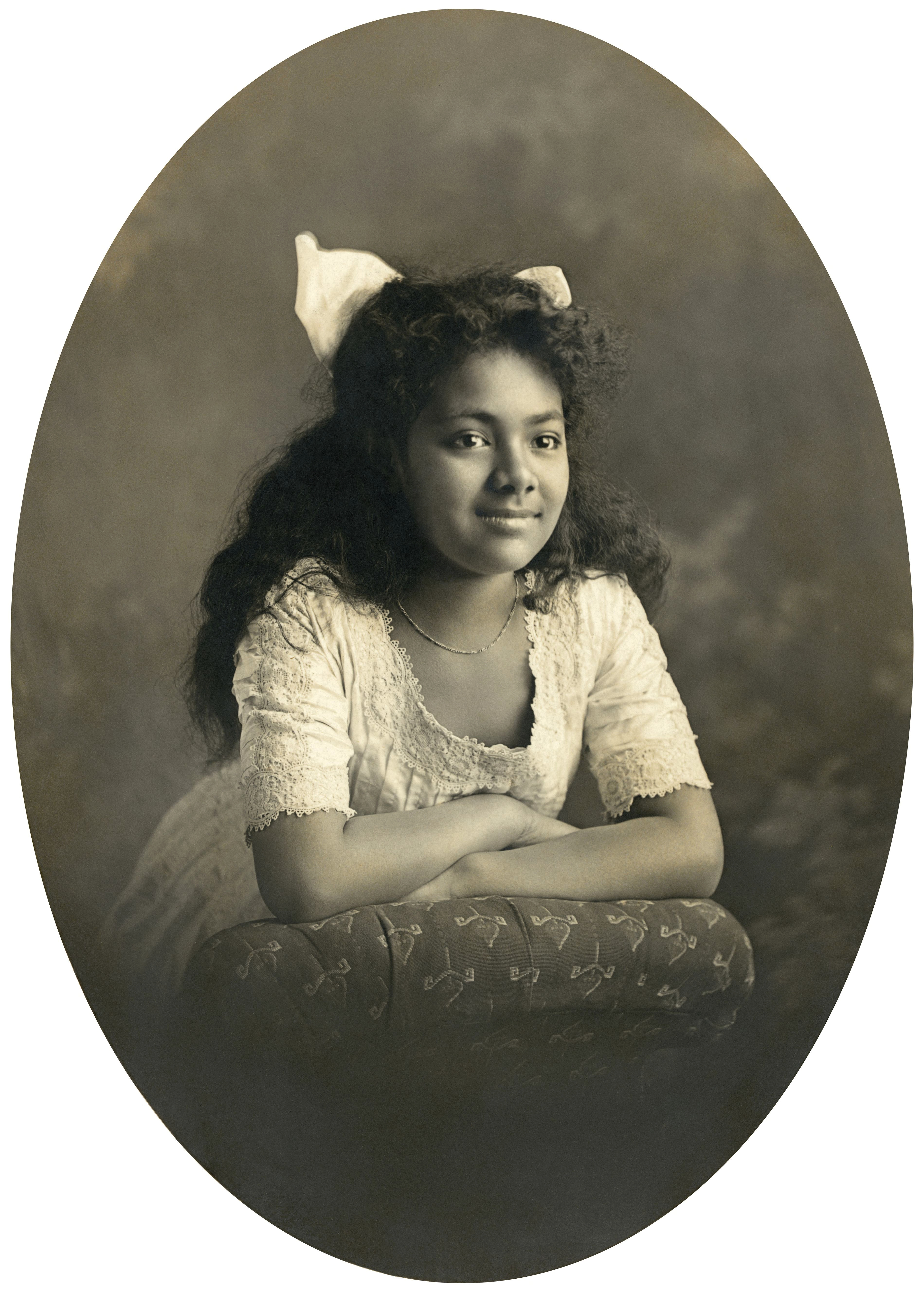
幼年期のサローテ

トゥイ・カノクポル Tu'i Kanokupolu朝の第21代当主サローテは、旧都ムア Mu'aのトゥイ・トンガ Tuʻi Tonga朝の末裔らからは不承不承ながら女王に認められた。そのため、治世の初期は自身に対する不信の払拭に腐心した。トゥイ・ハアタカラウア Tuʻi Haʻatakalaua朝の直系の子孫ヴィリアミ・トゥンギ・マイレフィヒとの婚約は、父の卓越した手腕によるものである。夫妻の子女にはトンガの3大王家の血が混淆している。
1920年から翌年には、トンガの史跡マッピングを目的としたバーニス・P・ビショップ博物館のベイヤード・ドミニック探検隊 Bayard Dominick Expeditionにアクセス手段や情報を提供して支援。エドワード・ウィンスロー・ギフォード Edward Winslow Gifford を中心に編纂されたその報告書は、有史以前のトンガに関する広範な研究の基礎となった。また文筆活動や舞踊音楽の作詞にも熱心で、ヒバ・カカラ hiva kakalaと呼ばれる詩や荘重なラカラカ （lakalaka トンガの伝統的舞踊）を愛した。
在位中しばしばアイルランドを訪問し、ケリー県ウォータービルのバトラー・アームズ・ホテルに滞在した。
1953年のエリザベス2世の戴冠式では土砂降りの雨の中を無蓋馬車で、しかも手を振りながら笑顔で闊歩し、観衆から敬慕の情を集めた。1954年から崩御まで、トンガ赤十字協会の後援するトンガ伝統委員会委員長を務めた。
1967年から1974年まで発行されていた全券種のパアンガ紙幣に肖像が使用されていた。

## 主な受章
- 1932年 大英帝国勲章 (DBE)
- 1945年 大英帝国勲章 (GBE)
- 1953年 ロイヤル・ヴィクトリア勲章 (GCVO)
- 1965年 聖マイケル・聖ジョージ勲章 (GCMG)